# Amphiprion akallopisos
Amphiprion akallopisos és una espècie de peix de la família dels pomacèntrids i de l'ordre dels perciformes.

## Morfologia
- Els mascles poden assolir 11 cm de llargària total.[3][4]

## Reproducció
És hermafrodita i monògam.

## Hàbitat
Viu en zones de clima tropical entre 3 i 25 m de fondària. Sempre es troba en associació amb les anemones Heteractis magnifica i Stichodactyla mertensii.

## Distribució geogràfica
Es troba a l'Àfrica oriental, Madagascar, Comores, Seychelles, el Mar d'Andaman, Sumatra i les illes Seribu (Mar de Java).

## Observacions
Pot ésser criat en captivitat.